# Depew (Oklahoma)
Depew – miasto w Stanach Zjednoczonych, w stanie Oklahoma, w hrabstwie Creek.